# مرخال
مرخال، با نام اصلی مرگ خال چهاراه مرگ روستایی از توابع بخش مرکزی کشور مرخال [[]] در استان گیلان ایران است.

## جمعیت
این روستا در [[]] قرار دارد و براساس سرشماری مرکز آمار ایران در سال ۱۳۸۵، جمعیت آن ۷۳۰ نفر (۱۸۳خانوار) بوده‌است.